# Gabrielle Goliath
Gabrielle Goliath, née à Kimberley (Afrique du Sud) en 1983, est une artiste engagée Sud-Africaine. Son œuvre pluridisciplinaire questionne les traumatismes non résolus liés au colonialisme et à l'apartheid ainsi que les violences faites aux femmes dans la société sud-africaine.
En 2019, elle est lauréate du Standard Bank Young Artist Award.

## Biographie
Le père de Gabrielle Goliath travaillait dans le secteur minier, et était en parallèle musicien et peintre amateur. Elle a deux frères, Gaston et Jon-Paul. A l'âge de 10 ans, en 1993, Gabrielle Goliath quitte Kimberley pour Johannesbourg avec sa mère et un de ses frères.
Après s'être intéressée au journalisme, elle est diplômée en 2003 en Fashion Design au Technikon de l'université du Witwatersrand à Johannesbourg. Elle poursuit ses études dans la même université et obtient en 2011 un Master of Arts in Fine Art.
Gabrielle Goliath réalise un doctorat à l'Institute for Creative Arts de l'université du Cap, et produit notamment des œuvres multimédias exposées à l'international.
Soucieuse de la situation des femmes et de leurs droits, elle réalise en 2010 une série photographique, Berenice 10 - 28, en hommage à son ami d'enfance Bérénice tuée par balle lors de violences familiales. Il s'agit de portraits de 19 femmes noires.
En 2012, elle crée l'installation participative Roulette, après avoir appris qu'une femme meurt toutes les six heures (statistiquement) des coups de son conjoint en Afrique du Sud. Le visiteur est invité à se placer sur un paillasson où on peut lire la mise en garde suivante : Disclaimer: listening in may result in severe ringing of the ears or even permanent aural damage (Avis de non-responsabilité : l'écoute peut entraîner un grave bourdonnement des oreilles, voire des lésions auditives permanentes). Il doit ensuite prendre les écouteurs accrochés au-dessus de sa tête, et écouter le silence, brisé régulièrement par la détonation d'une arme à feu. En 2020, Gabrielle Goliath adapte son œuvre aux dernières statistiques qui révèlent qu'une femme est abattue toutes les trois heures en Afrique du Sud. Cette installation participative est exposée du 19 mai au 22 août 2021 au Musée d'Art moderne de Paris dans le cadre de l'exposition The Power of my Hands Afrique(s) : artistes femmes.
En 2017, elle participe aux 11es Rencontres de Bamako, au Mali.
This song is for... installation qu'elle réalise en 2019, est un hommage à six femmes victimes de viols. En 2021, elle reprend cette œuvre. C'est cette nouvelle version qui est présentée au Frac Bretagne en 2024. 

## Œuvres
Liste non exhaustive :
- 2007 : Ek is ‘n Kimberley Coloured (encre pigmentaire sur coton baryté)[12]

- 2007 : Bouquet III (triptyque)
- 2010 : Berenice 10 - 28 (encres pigmentaires sur baryté de coton)
- 2011 : Stumbling Block (performance)
- 2012 : Roulette (installation participative)
- 2013 : Personal Accounts (installation vidéo à cinq canaux de vidéo numérique et de son)
- 2019 : This song is for... (vidéo 4K à 22 canaux, son, éclairage, coussins de sol et texte en vinyle)
- 2019 : Elegy (vidéo HD à sept canaux avec son et couleur variable)
- 2019 : Chorus

## Prix et distinctions
- 2019 : lauréate du Standard Bank Young Artist Award (Afrique du Sud)[13]